# Cribrinopsis fernaldi
Cribrinopsis fernaldi is een zeeanemonensoort uit de familie Actiniidae.
Cribrinopsis fernaldi is voor het eerst wetenschappelijk beschreven door Siebert & Spaulding in 1976.